# Спасов (Львовская область)
Спасов (укр. Спасів) — село в Сокальской городской общине Шептицкого района Львовской области Украины.
Население по переписи 2001 года составляло 680 человек. Занимает площадь 1,09 км². Почтовый индекс — 80035. Телефонный код — 3257.